# Кубок Сербії та Чорногорії з футболу 2002—2003
Кубок Сербії та Чорногорії з футболу 2002–2003 — 11-й (і останній сезон) кубкового футбольного турніру в Союзній Республіці Югославія та (після перейменування країни у лютому 2003 року) 1-й сезон кубкового футбольного турніру в Сербії та Чорногорії. Титул здобув Сартід.

## Календар
| Раунд       | Дата               | Матчі | Клуби   |
| ----------- | ------------------ | ----- | ------- |
| 1/16 фіналу | 10-18 вересня 2002 | 16    | 32 → 16 |
| 1/8 фіналу  | 24-25 вересня 2002 | 8     | 16 → 8  |
| 1/4 фіналу  | 27 листопада 2002  | 4     | 8 → 4   |
| 1/2 фіналу  | 9 квітня 2003      | 2     | 4 → 2   |
| Фінал       | 29 травня 2003     | 1     | 2 → 1   |

## 1/16 фіналу
| Команда 1                       | Рахунок      | Команда 2                       |
| ------------------------------- | ------------ | ------------------------------- |
| 10 вересня 2002                 |              |                                 |
| Раднички (Пирот) (2)            | 3:2          | Сутьєска                        |
| 11 вересня 2002                 |              |                                 |
| Борац (2)                       | 1:6          | Партизан                        |
| Раднички (Ниш)                  | 0:3          | Воєводина                       |
| Сартід                          | 3:1          | Ловчен (2)                      |
| Зета                            | 2:2 пен. 2:4 | Будучност (Банатський Двор) (2) |
| Елан (2)                        | 0:1          | Железнік                        |
| Ком (2)                         | 0:1          | Срем (2)                        |
| Младост (Лучані) (2)            | 2:0          | Біг Булл (2)                    |
| Новий Сад (2)                   | 1:1 пен. 3:4 | Хайдук (Кула)                   |
| Младеновац (2)                  | 0:2          | ОФК Белград                     |
| Црвена Звезда                   | 3:0          | Раднички (Крагуєваць) (2)       |
| Рад                             | 0:0 пен. 5:6 | Младост (Апатин) (2)            |
| Раднички (Белград) (2)          | 1:0          | Чукарички                       |
| Рудар (Косовська Митровиця) (3) | 0:6          | Земун                           |
| Раднички Стобекс (2)            | 1:4          | Обилич                          |
| 18 вересня 2002                 |              |                                 |
| Нові Пазар (3)                  | 0:0 пен. 6:7 | Рудар (Плєвля)                  |

## 1/8 фіналу
| Команда 1            | Рахунок      | Команда 2                       |
| -------------------- | ------------ | ------------------------------- |
| 24 вересня 2002      |              |                                 |
| Железнік             | 3:0          | Младост (Лучані) (2)            |
| Срем (2)             | 0:0 пен. 4:5 | Рудар (Плєвля)                  |
| 25 вересня 2002      |              |                                 |
| Земун                | 1:2          | Воєводина                       |
| Младост (Апатин) (2) | 0:1          | Будучност (Банатський Двор) (2) |
| Хайдук (Кула)        | 0:2          | Сартід                          |
| Црвена Звезда        | 4:0          | Раднички (Пирот) (2)            |
| Партизан             | 1:1 пен. 5:4 | Раднички (Белград) (2)          |
| ОФК Белград          | 2:3          | Обилич                          |

## 1/4 фіналу
| Команда 1                       | Рахунок      | Команда 2     |
| ------------------------------- | ------------ | ------------- |
| 27 листопада 2002               |              |               |
| Воєводина                       | 0:0 пен. 3:4 | Црвена Звезда |
| Рудар (Плєвля)                  | 1:2          | Сартід        |
| Партизан                        | 1:4          | Железнік      |
| Будучност (Банатський Двор) (2) | 0:0 пен. 4:2 | Обилич        |

## 1/2 фіналу
| Команда 1                       | Рахунок      | Команда 2     |
| ------------------------------- | ------------ | ------------- |
| 9 квітня 2003                   |              |               |
| Будучност (Банатський Двор) (2) | 0:1          | Црвена Звезда |
| Сартід                          | 1:1 пен. 3:1 | Железнік      |

## Фінал
| 29 травня 2003 |

| Црвена Звезда | 0:1 дч   | Сартід        |
| ------------- | -------- | ------------- |
|               | Протокол | Пантелич 110' |

| Стадіон «Партизан», Белград Глядачів: 8 000 Арбітр: Мирослав Радоман |